# Tajný chléb
Tajný chléb (v originále Das geheime Brot) z roku 1950 je jeden z prvních románů rakouského spisovatele J. M. Simmela.

## Děj
Děj se odehrává ve Vídni roku 1945. Seznamujeme se zde s Jakubem Steinerem, který přišel o ženu i dítě. Chce skončit svůj život, ale setkává se s Magdalénou Huberovou, starou ženou, kterou potkal podobný osud jako Jakuba.
Osud je zavedl pod střechu chudého boháče pana Mamouliana, který bydlí ve sklepě svého rozbombardovaného domu. Pan Mamoulian zase seznamuje Jakuba a paní Magdalénu s Josefínou a její dceruškou. V ten moment se Jakubův svět změnil. Zamiloval se do Josefíny, která je velmi krásná.
Jednoho dne se Magdaléna rozhodne, že znovu postaví dům pana Mamouliana, protože sama je vyučenou zednicí. S opravami jim pomáhá její vedoucí, pan Tobiáš. Ale výstavbu musí přerušit, protože ji staví ilegálně.
Jednou se jim naskytne příležitost ukrást cement. Ale pak zjistili, že to byl cukr. Jakub a pan Mamoulian se jdou udat, protože je viděl jeden z policistů.
Pana Mamouliana zavřou, ale má své přátele, kteří ho ve vězení nenechají. Uspořádají „malou“ demonstraci, kde se sejdou samí jednonozí z války. Nakonec pana Mamouliana pustí.
Na naše tři přátele se zase usmálo štěstí. Pak přišla další radostná novina. Přišel dopis od přítele pana Mamouliana, že se vrací z ciziny a doufá, že mu pan Mamoulian odpustí. Jakpak by neodpustil, když spolu s ním přišly i peníze za překlad knihy, kterou přeložil pan Mamoulian a kterou napsal ten jeho přítel?
Všichni se znovu pustili do díla. Nastal podzim. Paní Magdaléna onemocněla a v horečce blouznila. Jednou se jí zdálo, že znovu našla svého ztraceného syna. Pan Mamoulian jí nevěřil, ale musel, protože její syn se opravdu vrátil. Zanedlouho přišly Vánoce, svátky klidu a míru. Rodinka pana Mamouliana pozvala své přátele na oslavu. A tímto také končí tato kniha.